# سبك

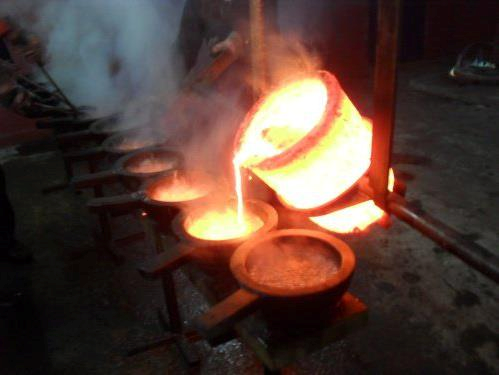
صب سبيكة منصهرة في قوالب لصناعة الصنوج في إسطنبول

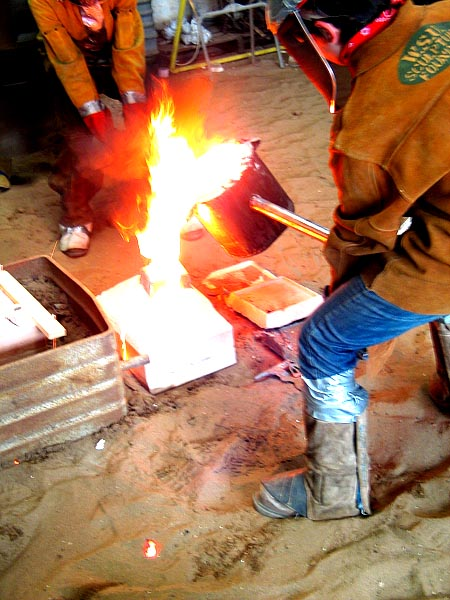
سباكة الحديد في قالب رملي

السَّبْكُ أو الصَّبُّ (بالإنجليزية: Casting) هي عملية تشكيل معدن عن طريق صهره، ثم صبه سائلاً في قالب به فجوات ذات شكل وأبعاد، فيكتسب المعدن المنتج «المسبوك» شكلها ومقاساتها عندما يتصلب. يمكن اعتبار المصبوب منتجًا نهائيًا أو اعتباره منتجًا نصف مصنع، حيث تجرى عليه عمليات التشطيب باستخدام آلات التشغيل بالقَطع التي تنظفه وتزيل الزوائد الموجودة به.
والسبك لغة هو سَبَك الذهبَ والفضة ونحوه من الذائب يسبُكهُ ويسبِكُه سَبْكاً: ذَوَبه وأفرغه في قالبٍ.
يستخدم السبك في تصنيع قطع ذات أشكال معقدة، يصعب معها اقتصاديًا تصنيعها بطرق أخرى. وتستخدم في السبك معادن سائلة، أو مواد متنوعة تتصلب بمزج مكوناتها مثل الخرسانة، والإيبوكسي، والجص. عُرفت عملية السبك منذ 6000 عام. تعود أقدم مصبوبة وجدت إلى عام 3200 قبل الميلاد.
تقسم عملية السبك إلى فرعين مميزين:
- السبك في القوالب المستهلكة.
- السبك في القوالب الدائمة.

## السبك في القوالب المستهلكة
يشمل هذا التصنيف قوالب الرمل، والقشر، والبلاستيك، والجص، والسبك الدقيق (طريقة الشمع الضائع). هذه الطريقة في السبك تشمل القوالب المؤقتة وغير المجهزة للاستخدام ثانية.
- السبك في القوالب الرملية: يعد الرمل أحد أهم وأبسط طرق السبك التي استخدمت على مر العصور. تسمح القوالب الرملية بالحصول على مصبوبات (في الدفعات الصغيرة) تقارن بتلك المصنوعة في القوالب الدائمة وبكلفة معقولة. وليست الكلفة هي العامل الإيجابي الوحيد لهذه الطريقة، بل الحجم الصغير أيضًا للورشة. يسمح الرمل أيضًا لمعظم المعادن أن تسبك وذلك باختيار نوع الرمل المستخدم.[7] تحتاج عملية السبك في القوالب الرملية لعدة أيام كفترة إنتاجية للحصول على معدل إنتاج عال (1-20 قطعة/دقيقة لكل قالب)، وهي طريقة فعالة لإنتاج القطع الكبيرة. يتماسك الرمل ببعضه البعض بفضل الغضار (في الرمل الأخضر)، أو باستخدام مواد رابطة، أو زيت المحركات. يمكن استخدام الرمل لعدة مرات، وتضاف بعض المواد (تجديد المواد الرابطة).

## السبك في القوالب الدائمة

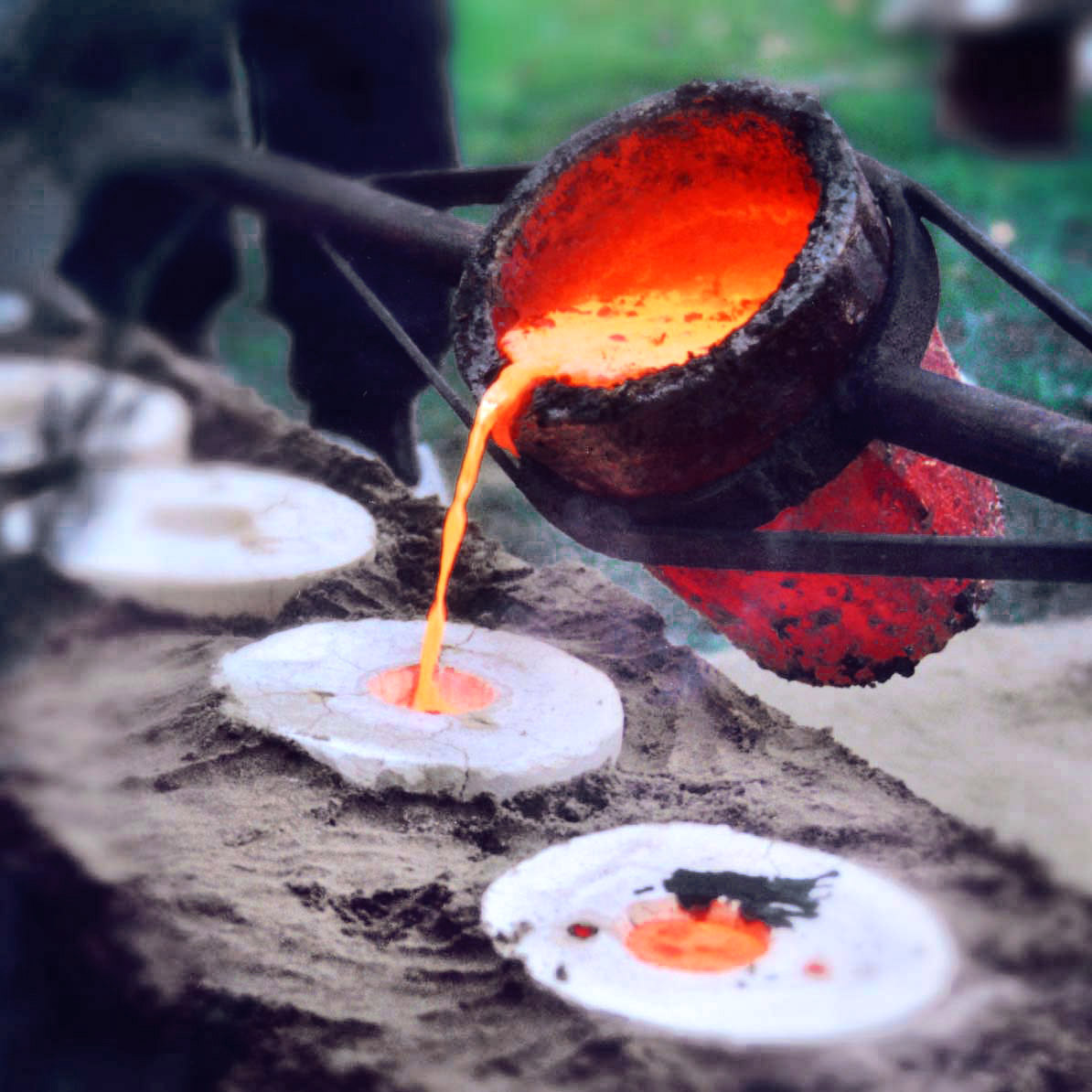
يتم سكب البرونز السائل عند درجة حرارة 1200 درجة مئوية في قالب الصب المجفف والفارغ.

تستخدم هذه الطريقة خصوصًا للمعادن غير الحديدية، تتطلب زمنًا للتجهيز يمتد لعدة أسابيع لتجهيز القالب الفولاذي. تصل بعدها الإنتاجية إلى (5-50 قطعة/ساعة لكل قالب)، يصل وزن المصبوبات الأعظمي إلى 9 كغ والأصغري بحوالي 0,1 كغ. تطلي فراغات القالب الفولاذي بسخام الأسيتلين قبل عملية السبك وذلك لتسهيل نزع المسبوك من القالب، وإطالة عمر القالب. إن للقوالب الدائمة فترة حياة محدودة قبل الاهتراء. تتطلب القوالب المهترئة إعادة تشطيب أو استبدال. تبدي الأجزاء المسبوكة في القوالب الدائمة عادة زيادة 20% في مقاومة الشد، و30% في الاستطالة، مقارنة بمسبوكات القالب الرملي. تحتاج هذه القوالب فقط إلى طلاء منتظم. تستخدم هذه الطريقة من السبك في تشكيل سبائك الحديد، والألمنيوم، والمغنسيوم، والنحاس.